# Marlon Ayovi
Marlon Ritter Ayovi, né le 27 août ou le 27 septembre 1971 à Guayaquil, est un footballeur équatorien. Il joue au poste de milieu de terrain avec l'équipe d'Équateur et le club du SD Quito.

## Carrière

### En club
- 1993-2006 : Deportivo Quito -  Équateur

### En équipe nationale
En juin 2002, le sélectionneur Hernán Darío Gómez annonce que Marlon Ayovi est retenu dans la liste des 23 joueurs pour jouer la Coupe du monde 2002 au Japon.
Quatre ans plus tard, il est de nouveau convoqué par Luis Fernando Suárez pour participer à la Coupe du monde 2006 en Allemagne avec l'Équateur.
Il dispute également trois Copa América en 1999, 2001 et 2004.

## Palmarès
- 73 sélections en équipe nationale (5 buts)